# Russell Peters
Russell Dominic Peters (n. 29 septembrie 1970, Toronto, Ontario, Canada) este un comic (stand-up) indiano-canadian.

## Despre
Parinții lui Russell sunt originari din Kolkata, India.. S-a născut în Toronto, Canada. Familia lui s-a mutat în Brampton, Ontario. Russell Peters locuiește momentan în Los Angeles, Statele Unite ale Americii.
Peters și-a început cariera  în Toronto în 1989. Între timp acesta a mai vizitat cu spectacolul său țări precum  Marea Britanie, Australia, China, Singapore, Danemarca, Africa de Sud, Caraibe, Vietnam, Malaezia, Noua Zeelandă, Sri Lanka, India, Emiratele Arabe Unite și Statele Unite ale Americii.
A fost nominalizat de patru ori la Premiile Gemini, oferite de televiziunea canadiană. A mai fost nominalizat la secțiunea "Cel Mai bun Comic", la Premiile de Comedie Canadiene.